# Tipsmiddelsagen
Tipsmiddelsagen (også kendt som Anders And-sagen og Tips-skandalen) og var en sag, hvor flere danske ungdomsorganisationer især politiske havde forfalsket deres medlemslister, så de på grundlag af et for højt medlemstal blev berettiget til større tilskud fra Dansk Ungdoms Fællesråd, der fordeler tipsmidlerne (en del af overskuddet i Danske Spil A/S, tidligere Dansk Tipstjeneste).
Sagen kom til offentlighedens kendskab i 1991 og medførte, at flere organisationer som Danmarks Socialdemokratiske Ungdom (DSU), Radikal Ungdom (RU), Socialistisk Folkepartis Ungdom (SFU) og Venstresocialisternes Ungdom (VSU) fik frataget muligheden for at modtage tipsmidler i to år. RU og VSU blev nedlagt. RU genopstod som Radikal Ungdom af 1994.
I forbindelse med sagen blev Anders Ladekarl, daværende generalsekretær, af flere parter beskyldt for at kende til svindlen, men der blev dog ikke rejst sigtelse i den forbindelse.
Også i Konservativ Ungdom var der store uregelmæssigheder i medlemsregistreringen. Blandt andet blev Konservativ Ungdom opdaget i et forsøg på at få tilskud for proforma-lokalforeninger. 
Flere af ungdomspartiernes medlemskartoteker brændte eller forsvandt i forbindelse med opklaringen af sagen.
Tipsmiddelsagen medførte en stramning af reglerne omkring fordeling af tipsmidler.